# Gheorghe Gabor
Gheorghe Gabor (n. 27 februarie 1942, Voila, România – d. 12 august 2020) a fost un politician român, membru al Parlamentului României. În legislatura 2004-2008, Gheorghe Gabor a fost membru în grupurile parlamentare de prietenie cu Mongolia, Regatul Suediei, Republica Turcia și Muntenegru. În legislatura 2004-2008, Gheorghe Gabor a fost membru în grupurile parlamentare de prietenie cu Republica Italiană, Japonia, Republica Finlanda, Republica Coreea, Regatul Belgiei și Republica Federală Germania. 

## Critici
În legislatura 2008 - 2012, Gheorghe Gabor și-a angajat pe fiul său și pe soție în funcția de consilier al propriului birou parlamentar cu venituri totale de 19265 ron respectiv de 21911 ron, încălcând astfel articolul 70 din Legea 161/2003 privind conflictul de interese administrativ.